# Romantic Moments
Romantic Moments es un álbum de compilación  del músico griego  Yanni, lanzado bajo el sello BMG en 1992. Esta colección pretende una selección de  los álbumes correspondientes a los años 1986, 1987, 1988, 1989, 1990 y 1991. 

## Temas
| #   | Tema                     | Duración |
| --- | ------------------------ | -------- |
| 1.  | "Reflections Of Passion” | 4:35     |
| 2.  | "Santorini”              | 4:34     |
| 3.  | "After The Sunrise"      | 4:38     |
| 4.  | "True Nature"            | 4:35     |
| 5.  | "Almost A Whisper"       | 3:08     |
| 6.  | "Swept Away”             | 5:09     |
| 7.  | "The Mermaid"            | 3:46     |
| 8.  | "Flight Of Fantasy"      | 5:41     |
| 9.  | "Secret Vows”            | 3:55     |
| 10. | "Acroyali"               | 5:05     |
| 11. | "Song For Antarctica"    | 4:23     |
| 12. | "Marching Season"        | 5:34     |
| 13. | "Sand Dance”             | 5:10     |
| 14. | "In The Mirror”          | 3:54     |
| 15. | "Paths On Water”         | 3:51     |

## Personal
Todos los temas musicales presentes en este disco fueron compuestos por Yanni